# Horkelia tenuiloba
Horkelia tenuiloba är en rosväxtart som först beskrevs av John Torrey, och fick sitt nu gällande namn av Samuel Frederick Gray. Horkelia tenuiloba ingår i släktet Horkelia och familjen rosväxter. Inga underarter finns listade i Catalogue of Life.